# Fernán Díaz de Toledo
Fernán Díaz de Toledo fue un político judeoconverso castellano del siglo XV, de nombre hebreo Mose Hamomo. Entre sus cargos figuraron los de oidor y relator del Consejo, refrendario, notario y secretario real.
Perteneciente a una de las más poderosas familias conversas, que escogió esos prestigiosos apellidos al convertirse al cristianismo —no debe confundirse con Fernando Álvarez de Toledo, duque de Alba—; primos suyos eran el contador de Juan II de Castilla, Alonso Álvarez de Toledo, el oidor y señor de Olmedilla Pero Díaz de Toledo o Pedro Díaz de la Olmedilla —el que fundó la Capilla del Oidor de Alcalá de Henares—, otro Pedro Díaz de Toledo, obispo de Málaga (1429-1499) y otro Fernán Díaz de Toledo, arcediano de Niebla.

## Biografía
Fernán Díaz de Toledo destacó por su actitud contraria a los Estatutos de limpieza de sangre que se fueron implantando desde la revuelta de Pedro Sarmiento en Toledo (1449). En una Instrucción del Relator que le encargó el obispo de Cuenca Lope de Barrientos, además de repetir argumentos teológicos ya utilizados por Alonso Díaz de Montalvo, indicaba la imposibilidad de separar los linajes de cristianos viejos y cristianos nuevos, tan mezclados para entonces que la mayor parte de las casas nobles —Manrique, Mendoza, Rojas, Salcedo, Hurtado de Mendoza, Ayala, Zúñiga, Arellano, etc.— como la propia casa real —los Trastámara, a través de los Enríquez— tenían antepasados judíos.